# بينار سيليك
بينار سيليك ((بالتركية: Pınar Selek)‏) (ولدت في 8 أكتوبر 1971 في إسطنبول). عالمة اجتماع تركية، وكاتبة، ومفكرة. وقد حصلت على التعليم الجامعي والدراسات العليا من جامعة معمار سنان للفنون الجميلة في قسم علم الأجتماع. وعرف عنها اهتمامها بالأقليات.

## حياتها
ولدت سليك في عام 1971 في إسطنبول. وحصلت على تعليمها المتوسط والثانوي في مدرسة نوتردام دي سيون الفرنسية، وبعد أن أتمت تعليمها في المدرسة التحقت بجامعة جامعة معمار سنان للفنون الجميلة، ودرست علم الأجتماع وحصلت على البكالوريوس، والماجستير. وتعلمت السياسة والأقتصاد من جامعة  Sophiantipolis UDEL في فرنسا. وتستمر بالعمل للحصول على الدكتوراه من جامعة ستراسبورغ. وهي ابنة المحامي ألب سليك.
وعُرفت بأبحاثها التي تتحدث عن المجموعات التي تتعرض للتميز مثل تغيير الجنس، وأطفال شوارع، والعاهرات. وقد اتهمت في الجرائم الإرهابية التي نفذها حزب العمال الكردستاني في عام 1998، واعتقلت في تلك الفترة المذكورة بتهمة الدعاية لحزب العمال الكردستاني. وتعرضت لأنواعٍ عديدة من أنواع التعذيب بالصواع الكهربية وغيرها. وقد أعد مركز Überleben لعلاج ضحايا التعذيب في برلين 2010، تقريراً أكد فيه وجود آثار التعذيب على سيليك. وتم تبرئتها بعد الإفراج عنها بسنتين ونصف. ولم يتم معرفة شخص معين لاتهامه في تفجيرات السوق المصري (اسم سوق في تركيا).
وفي 24 نوفمبر 2010، أُعلن أنه تم فتح قضيتها من جديد. وطالب المدعي العمومي الحكم عليها بالسجن المؤبد، وتم الحكم ببرائتها في القضية من أول جلسة في 9 فبراير 2010. إلا أن محكمة النقض طعنت على القرار في 24 يناير 2013. ونظرت المحكمة الجنائية العليا في إسطنبول أحداث انفجارات السوق المصري. وفي 24 يناير 2013، قررت المحكمة الجنائية العليا في إسطنبول الحكم على سليك بالمؤبد. وفي 25 يناير 2013 عقدت سليك مؤتمراً صحفياً في ستراسبورغ، أعلنت فيه أنها ستستمر بالدفاع عن نفسها. وفي 2 يناير 2014، أيد النائب العام عن محكمة النقض حكم المؤبد في حق سيليك.

## كُتابها
1. لم ننجح، ايتهاكي أوزيورك للنشر، إسطنبول 2004
2. زحفت لكتون رجلا، التواصل للنشر، إسطنبول 2008
3. أقنعة الفرسان، أيزي للنشر، إسطنبول 2011
4. يول جتشن Yolgeçen Hanı، التواصل للنشر 2011

## كتب الأطفال
1. الفتاة الخضراء، أوزيورك للنشر، إسطنبول 2010
2. قطرة الماء، أوزيورك للنشر، إسطنبول 2010

## أعمالها المترجمة
1. يا بسطا! يكفي!، بلجا للنشر، إسطنبول 1996